# 寺島信子
寺島 信子（てらしま のぶこ、てらじま のぶこ、1929年1月23日 - ）は、日本の女優、声優。東京都出身。

## 略歴

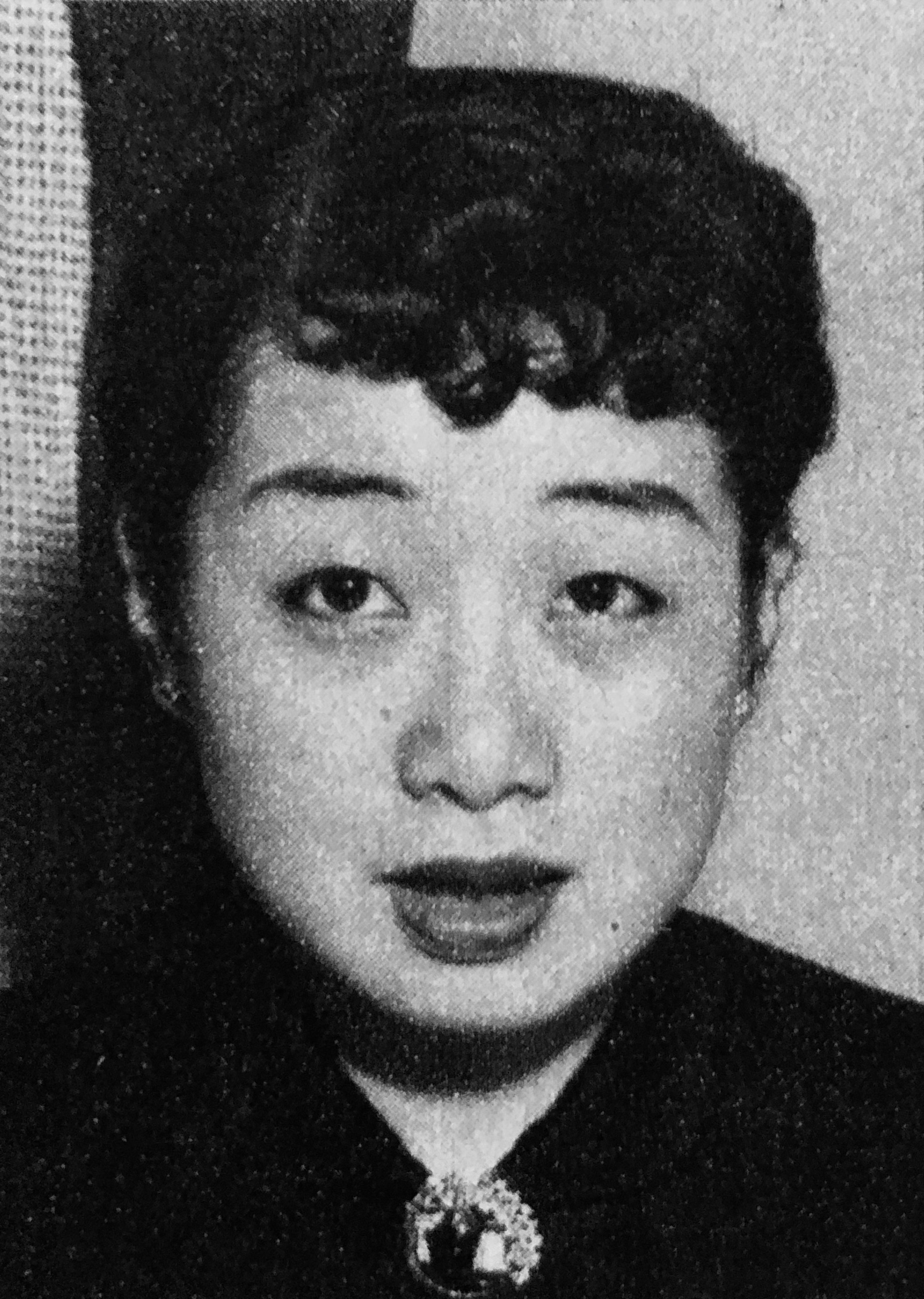
1954年

大和田小学校、日出高等女学校（現・目黒日本大学高等学校）卒業。高校卒業後は新協劇団の研究生となり、初舞台を踏む。井上正夫演劇道場を経て、父親の縁で、水谷八重子 (初代)の一座に入団。新派の舞台で6年間活動。1950年には幹部となるが、一座が解散することになり、ラジオ東京放送劇団に1期生として入団。1957年4月に退団後は、プレーヤーズセンター、りんどうプロ、第一協団、森事務所、東京俳優生活協同組合、劇団新派、江崎プロダクション、田上事務所に所属していた。
過去には市川寿美礼、近松麗江とともに竜の落とし子グループとして活動していた。
1950年に『悲恋華』で映画デビューする。当初はラジオドラマの出演が多く、その後テレビドラマでは『これが青春だ』や『でっかい青春』などの青春学園ドラマで母親として出演していた。また、『ニルスのふしぎな旅』のアッカ隊長役や『ERII緊急救命室』などの海外ドラマで声優としても活躍しており、キャサリン・ヘップバーンを持ち役としていた。現在は高齢のため、声優業を行っていない。

## 人物
父親は新派の俳優、寺島正広。弟の寺島康夫は、東京放送技術局の業務部長を務めた。息子がおり、テレビドラマ『パパ起きてちょうだい』（写真出演）、ラジオドラマ『最後の人』で親子共演を果たしている。
ラジオ東京放送劇団の後輩であった嵯峨隆一とは結婚の約束をしていたが、嵯峨は1955年4月1日に熱海のホテルで自殺。寺島が嵯峨に冷たくするようになったことを悲観しての自殺であるなどと報道された。嵯峨の遺族から「許婚がいる相手を誘惑し、自身の潔白を主張して故人の名誉を棄損した」として損害賠償を請求された（後に取り下げ）。寺島は許婚の存在に関して嵯峨から聞かされていたが、嵯峨本人から「何とかする」と説明され、嵯峨の母親からも「そのつもりなら、先方と話しを付けても良い」と答えられたこと述べている。
寺島は許婚の件が片付くまでは結婚しないつもりだったこと、職場に恋愛を持ち込まないことを決めていたことや、スケジュールの都合で嵯峨に会う事が難しかったことが、彼を追い詰めてしまったのではないかと述べている。
寺島は引退することを考えていたが水谷八重子から励まされたことで仕事を続けていくことが出来たとされる。
1958年12月15日にTBSプロデューサーの原弘男と結婚し、赤坂プリンスホテルで式を挙げるが、1963年に離婚。離婚の条件として息子の親権は原に渡った。その際、原からは「今後も母親として息子に接することは構わない」と言われたが、離婚後、息子は一月ごとに原の知人の家を転々とする生活を送らされた。寺島は原の言葉を鵜呑みにしたことを後悔し、家庭裁判に親権者変更調停の申立てを行い親権を得ることに成功。その後、原は一切の養育費を支払わず、TBS社内ではこのことがきっかけとなり、寺島の起用を控えるようになったとされる。

## 後任・代役
- 渡辺美佐（『俺たちに明日はない』ブランチ・ドロウ〈エステル・バーンズ〉、『ショウほど素敵な商売はない』モリー・ドナヒュー〈エセル・マーマン〉）※WOWOW追加収録部分
- 此島愛子（『シンデレラIII』トレメイン夫人〈まま母〉）
- 谷育子（『シンデレラ』トレメイン夫人〈まま母〉）※DVD追加収録部分

## 出演作品

### テレビドラマ
- 不道徳教育講座 第16話（1960年）
- 松本清張シリーズ・黒い断層 「紐」（1960年）
- チャンピオン太（1962年 - 1963年）
- これが青春だ（1966年 - 1967年）
- でっかい青春（1967年 - 1968年）
- くるま宿（1968年）
- 大奥（1968年） - 和宮付き上臈御年寄
- 特別機動捜査隊
- だいこんの花（1970年 - 1977年）
- おんな家族（1974年）
- 水もれ甲介（1974年） - 銀子の母
- 俺たちの旅 第26話（1976年）
- 少年（1986年10月25日、NHK）

### 映画
- 流血の記録 砂川（1957年）
- われら劣等生（1965年）
- 呼んでるぜあの風が（1965年）
- 戦争を知らない子供たち（1973年）
- 岸壁の母（1976年）

### 吹き替え

#### 洋画・海外ドラマ
- アカプルコの出来事（マーゴット〈ルース・ローマン〉）
- アボンリーへの道（第5シリーズ） #60「10ドル盗難事件」（ミリング）※NHK版
- ERII緊急救命室 #44「行く手を阻むもの」（エセル）※NHK版
- 宇宙大作戦 #39「惑星オリオンの侵略」（アマンダ）※追加収録分も
- おかしなおかしなおかしな世界（マーカス夫人〈エセル・マーマン〉）
- 俺たちに明日はない（ブランチ・ドロウ〈エステル・バーンズ〉）
- オレゴン魂（ユーラ・グッドナイト〈キャサリン・ヘップバーン〉）
- オンリー・ザ・ロンリー（ローズ〈モーリン・オハラ〉）
- 危険な関係（ジャンヌ・モロー）
- キャプテン・スカーレット
  - 「ミステロン基地を爆破せよ」（リンダ・ノーラン〈シルヴィア・アンダーソン〉）
  - 「スペクトラムの暗号をねらえ！」（リンダ・ノーラン〈シルヴィア・アンダーソン〉）
- 救命艇（コニー〈タルーラ・バンクヘッド〉）
- ギリガン君SOS（ハーウェル夫人）※日本テレビ版
- 黒い罠（マレーネ・ディートリッヒ）※NET版[23]
- 刑事（リリアーナ〈エレオナラ・ロッシ・ドラゴ〉）※NHK版
- 現金に体を張れ（シェリー・ピーティ〈マリー・ウィンザー〉）
- ゴースト/血のシャワー（マーガレット・マーシャル〈サリー・アン・ハウズ〉）※フジテレビ版・BD収録
- サウンド・オブ・ミュージック（エルザ男爵夫人〈エリノア・パーカー〉）※テレビ朝日版・製作50周年記念版BD収録
- ザ・タイタニック 運命の航海（フォーリー夫人〈エヴァ・マリー・セイント〉）
- ザ・フォッグ（キャシー・ウィリアムズ〈ジャネット・リー〉）※テレビ朝日版
- ザ・ヤクザ（田中英子〈岸恵子〉）
- さよならをもう一度（テレサ・ヴァン・デル・ベシュ〈ジェシー・ロイス・ランディス〉）
- サンタリア 魔界怨霊 ※テレビ朝日版
- 静かなる男（メアリー・ケイト・ダナハー〈モーリン・オハラ〉）※フジテレビ版
- ジャイアント・スパイダー/大襲来（ジェニー・ランガー博士〈バーバラ・ヘイル〉）
- ショウほど素敵な商売はない（モリー・ドナヒュー〈エセル・マーマン〉）
- 推定有罪（ビバリー・ローゼン〈レベッカ・シャール〉）※NHK版
- スウォーム（モーリーン・シャスター校長〈オリヴィア・デ・ハヴィランド〉）※テレビ朝日版
- スタートレックIII ミスター・スポックを探せ!（トゥラル〈デイム・ジュディス・アンダーソン〉）
- スパイ大作戦
  - 「第三の町」（リズ）
  - 「罠」（アンナ・カコスカ）
  - 「山師が公国（くに）を狙っている」（テレサ大公妃）
- スペースインベーダー（マケルチ先生〈ルイーズ・フレッチャー〉）
- スポイラース（チェリー・マロット〈マレーネ・ディートリッヒ〉）
- 0011ナポレオン・ソロ（#9 ターブ〈ジューン・ロックハート〉、#19 デブリー〈エルザ・ランチェスター〉）
- 太陽がいっぱい（ポポヴァ夫人〈エルヴィーレ・ポペスコ〉）
- 谷間の争い（マリッサ〈マーガレット・ロックウッド〉）
- 黄昏（エセル〈キャサリン・ヘプバーン〉）
- ダラス（トニア〈ルース・ローマン〉）※NET旧版
- 探偵ストレンジ
  - 「憎しみの扉事件」（メリー〈ローズマリー・リーチ〉）
- 地下室の狂人（スーザン・ヘイワード）
- 地下室のメロディ（ビビアン・ロマンス）※NET版
- 地底探検（カーラ・ゲタボルグ〈アーレン・ダール〉）※フジテレビ版
- チャンピオン（エマ〈ルース・ローマン〉）
- テキサスの白いバラ（ジェーン・ワイマン）※NTV版
- 電撃スパイ作戦（#10 インガ〈アン・リン〉、#15 アンナ・マリア・マルテス〈フランセス・キューカ〉）
- 逃亡者 #104（シャロン〈エリザベス・アレン〉）
- 遠い国（ロンダ・キャッスル〈ルース・ローマン〉）※NET版
- ドクター・ウェルビー
  - 「フルートの音の消えるとき」（マイラ〈アン・バクスター〉）
- トラ・トラ・トラ！（クレイマー夫人）
- 南部の風〜南軍兵士の妻が語る100年の物語（エッタ・ペル）※BS2版
- 名探偵ポワロ（第2シリーズ） #11「ベールをかけた女」（ゴッドバー）※NHK版
- 女房の殺し方教えます（エドナ〈クレア・トレーヴァー〉）
- 白鳥（ベアトリックス〈ジェスイ・R・ランデス〉）※NHK版
- バスク決死隊（スーザン・ヘイワード）※東京12ちゃんねる版
- バスタード（マーサ〈リタ・ヘイワース〉）
- パパは名ドライバー（夫人）※NHK版
- ピクニック（姉妹の姉）
- 不意打ち（ヒルヤード夫人〈オリビア・デ・ハビランド〉）
- 吹き荒ぶ風（サル〈ルース・ローマン〉）
- ブルー・ハワイ（アンジェラ・ランズベリー）
- ブルックリン横丁（ジョン・ブロンデル）※NHK版
- ブロブ/宇宙からの不明物体（メグの母親）
- ベン・ハー（ミリアム〈マーサ・スコット〉）※フジテレビ版
- 弁護士ペリー・メイスン「呪われた幽鬼」
- 望郷（イネス〈リーヌ・ノロ〉）※フジテレビ版
- ぼくは悩んでいる（母）※NHK版
- 星のない男（クレア・トレヴァー）※フジテレビ版
- 慕情（ハン・スーイン〈ジェニファー・ジョーンズ〉）※フジテレビ版
- ポセイドン・アドベンチャー（ベル・ローゼン〈シェリー・ウィンタース〉）※TBS版
- 続・菩提樹（マリア・トラップ〈ルート・ロイヴェリク〉）※フジテレビ版
- ホワイトクリスマス（ローズマリー・クルーニー）※フジテレビ版
- 見知らぬ乗客（アン・モートン〈ルース・ローマン〉）※NET版
- 名探偵登場〜ルーク教授「ロンドン殺人事件」（ウェイフリート〈オリヴィア・デ・ハビラント〉）※NHK版
- 龍拳（夫人〈歐陽莎菲〉）
- ルートヴィヒ（皇大后）※関西テレビ版（BD収録）
- レーサー（エローラ〈ジョアン・ウッドワード〉）
- ローマの哀愁（カレン・ストーン〈ヴィヴィアン・リー〉）

#### 海外アニメ
- シンデレラ（トレメイン夫人）
- シンデレラII（トレメイン夫人）

### テレビアニメ
1968年
- 巨人の星（1968年 - 1971年、星春江）

1970年
- 昆虫物語 みなしごハッチ（シマコハナバチのおばさん）

1980年
- ニルスのふしぎな旅（1980年 - 1981年、アッカ）

1986年
- 愛少女ポリアンナ物語（ホワイト夫人）

### ナレーション
- 裸族の太陽